# Juliette Wytsman
Juliette Wytsman, née Juliette Trullemans le 14 juillet 1866 à Bruxelles et morte le 8 mars 1925 à Ixelles, est une artiste peintre impressionniste belge

## Biographie
Juliette Wytsman est la fille d'Emanuel Trullemans et de Julie Tetelain. Comme beaucoup de jeunes filles à son époque, Juliette commence par peindre des tableaux de fleurs.  
Elle a fréquenté l'école Bischoffheim où son professeur est le peintre Henri Hendrickx et où les jeunes filles qui ne peuvent fréquenter l'Académie apprennent le dessin, la broderie, la céramique, et autres techniques. Ketty Hoppe, qui sera plus tard l'épouse de Victor Gilsoul, a été également élève de cet établissement. Ensuite elle va fréquenter l'atelier bruxellois de Jean Capeinick qui a été professeur à l'Académie de Gand et qui possède une assez bonne notoriété comme peindre de fleurs. Capeinick va lui permettre d'élever sa technique jusqu'à un niveau professionnel et dans un premier temps elle adoptera son style. La seule audace qu'elle se permet est de peindre des bouquets de fleurs dans des vases très simples et même parfois sales. Elle expose pour la première fois au Salon de 1883. C'est dans l'atelier de Capeinick à Bruxelles que Juliette va rencontrer pour la première fois Rodolphe Wytsman qui a été, lui aussi, l'élève de Capeinick mais à l'Académie de Gand. Juliette et Rodolphe font partie d'un groupe d'artistes qui se rassemblent chaque année dès le mois de mai à Knokke et à qui Alfred Verwée rend volontiers visite. Juliette épouse Rodolphe le 16 février 1886. Dès après son mariage, Juliette abandonnera son nom de jeune fille Trullemans au profit de son nom d'épouse Wytsman. Le couple s'installe d'abord au 16 de la rue du Berceau à Bruxelles où Rodolphe a élu domicile après avoir quitté Gand, persuadé que Bruxelles est le centre de la modernité en matière d'Art. Ensuite le couple s'installe au 39 de la rue Keyenveld à Ixelles. Rodolphe Wytsman est un peintre impressionniste fondateur du Groupe des XX et donc prône de peindre la nature en y plantant son chevalet. Ils décident donc de se choisir une seconde résidence à la campagne.
Juliette et Rodolphe se sont installés à La Hulpe dans une propriété qui se trouvait dans le bas de l'Avenue des Combattants et se sont rapprochés de Camille Lemonnier qui y possédait une maison de campagne.
En 1892, les Wytsman quittent La Hulpe et achètent une maison à Linkebeek dans un lieu dit Oplinkebeek au numéro 6. Le sentier où se situe cette maison porte d'ailleurs leur nom. Ils appelleront cette seconde résidence "Les Tournesols". Au fond du jardin se situe l'atelier des peintres. Juliette est bibliophile. Quand le temps ne lui permet pas de peindre dans la nature, elle compose des ornements typographiques (lettres, culs-de-lampe, vignettes). Juliette Wytsman aimait aussi faire de la reliure.
Juliette a peint dans son jardin, dans les environs de Linkebeek mais aussi les bords de Meuse. Le couple a beaucoup voyagé en Angleterre, Autriche, Allemagne, Italie, Espagne, Portugal et aussi Norvège et dans les îles Canaries. Mais ces voyages ont laissé relativement peu de traces dans leurs œuvres respectives. 
Le couple expose dans la section belge des Beaux-Arts de l'Exposition Universelle de Paris. En 1907, ils participent à une exposition organisée à Varsovie par un industriel polonais et en 1908 ils exposent à Berlin.
En 1911, Juliette Wytsman fonde à Bruxelles avec quelques autres femmes peintres belges la "Galerie Lyceum".     
La Première Guerre mondiale a beaucoup bouleversé le milieu des artistes belges, qui se sont exilés en France, en Angleterre, aux Pays-Bas. Les Wytsman ont quitté la Belgique pour les Pays-Bas comme beaucoup d'autres artistes belges et comme le plus célèbre d'entre eux, Rik Wouters. Aux Pays-Bas, les Wytsman n'ont pas beaucoup le temps de peindre car ils organisent plutôt des expositions au profit des peintres belges exilés comme eux et qui n'ont plus aucun moyen de subsistance. Ainsi en 1916, ils organisent à Amsterdam une exposition sur l' Art Belge. Lorsque Rik Wouters meurt en 1916 d'un cancer de la face, c'est Rodolph Wytsman qui prononce l'éloge funèbre.
Après la guerre, les Wytsman regagnent leur Linkebeek bien-aimé. Si les Wytsman ont été des peintres reconnus, ils participent pas aux nouveaux mouvements artistiques qui apparaissent à l'époque. Ils préparent par contre ensemble une rétrospective de leur œuvre commune.
Juliette Wytsman meurt dans sa maison de la rue Keyenveld à Ixelles le 8 mars 1925. Rodolphe mourra dans la maison de Linkebeek 2 ans plus tard.

## Œuvre

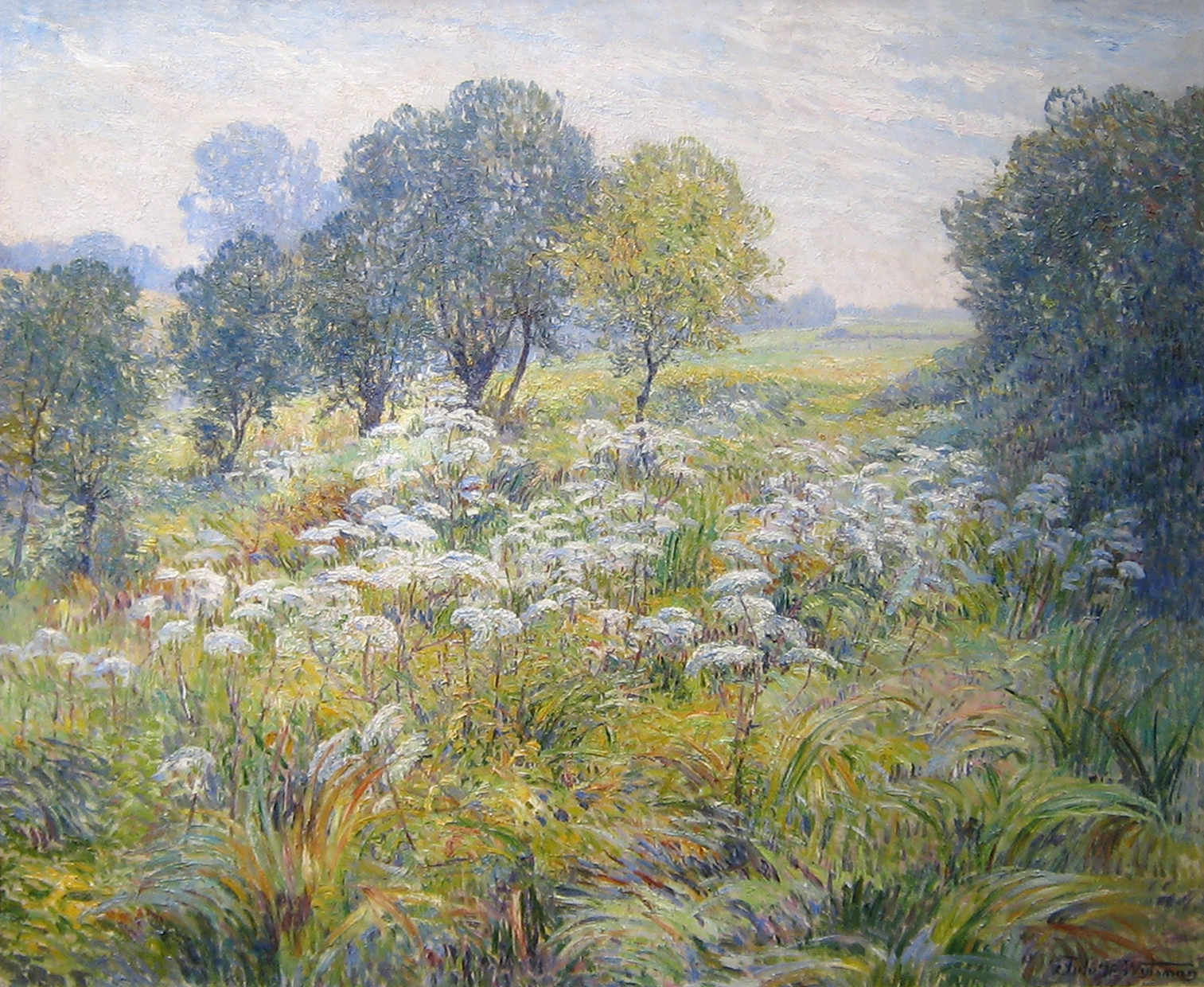
Spirées
Musée d'Ixelles.

À l'école Bischoffheim, Juliette Wytsman a l'occasion d'apprendre plusieurs techniques artistiques. Elle produira quelques peintures sur porcelaine à cette époque où elle signe encore de son nom de jeune fille Trullemans. Mais elle préfèrera toujours peindre des fleurs. Au début de son œuvre, elle appliquera sagement les conseils de son professeur qui lui permettra de peindre selon une technique classique. À cette époque, elle est naturaliste c'est-à-dire qu'elle peint des natures mortes de fleurs sans plus. Au moment de l'installation des Wytsman à la Hulpe, Juliette va, comme tous les impressionnistes, planter son chevalet dans la nature sans doute à l'instigation de son mari mais aussi sous l'influence de Camille Lemonnier grand défenseur du retour à la nature. Émile Claus, porte drapeau du luminisme, va certainement aussi l'encourager à peindre les fleurs en captant l'impression de la lumière du jour, de l'heure, de la saison sur elles tout cela avec une excellente technique. La composition de ses tableaux est souvent la même : un paysage à l'arrière plan et à l'avant plan des fleurs qui mettent en valeur ce paysage. Souvent une couleur domine avec une prédilection pour le mauve clair ou le jaune. Les paysages sont souvent ceux qui entourent le jardin de la maison de Linkebeek notamment du lieu dit Oplinkebeek, mais aussi des alentours comme ceux du plateau du Kauwberg à Saint-Job. Parfois ce sont les bords de Meuse qui l'inspirent (Yvoir) ou bien plus loin des paysages de Teneriffe. Lors de leur séjour aux Pays-Bas pendant la Première Guerre mondiale, le couple s'est installé dans le Brabant hollandais (Mook) qui présentait des paysages de bruyères et de marais analogues à ceux de la région de Linkebeek. Le couple Wytsman est resté à l'écart des grands bouleversements qui agitent l'art en Belgique à leur époque comme le fauvisme par exemple. S'ils étaient proches d'Émile Claus, ils n'ont jamais comme lui représenté des paysans au travail dans un moment de l'histoire où les mouvements socialistes défendaient les ouvriers et les agriculteurs.

## Prix et récompenses
Juliette Wytsman et son mari ont connu le succès de leur vivant. Le couple a pu vivre confortablement dans l'aisance.   
- 1883 : exposition au Salon de Gand ;
- début des années 1890 : Salon du Champ de Mars à Paris ;
- 1907 : exposition à Varsovie avec treize autres artistes belges organisée par Leopold Wellisch (1882-1972), industriel polonais installé en Belgique.
- 1908 : Ausstellung Belgischer Kunst à Berlin ;
- 1910 : section belge des Beaux-Arts de l'Exposition des Beaux-Arts à Paris.

Elle a exposé aussi à l'étranger, notamment à Chicago et à Saint-Louis.
Juliette Wytsman est chevalier de l'ordre de Léopold et chevalier de l'ordre de la Couronne.
Elle a été décorée de la médaille de la reine Élisabeth attribuée à ceux et celles qui ont prodigué des soins aux malades et aux blessés de la Première Guerre mondiale. Excellente pédagogue, elle a donné des cours aux membres de la famille royale notamment à Henriette de Belgique, sœur du roi Albert Ier. Elle était membre du CA de l'école Bischoffsheim, qu'elle avait fréquenté et de l'Institut Fernand Cocq à Ixelles. Elle faisait partie du Jury Central.

## Dans les collections muséales
- Anvers, Musée royal des Beaux-Arts
- Bruxelles, Musées royaux des Beaux-Arts de Belgique[4]
- Bruxelles, Bibliothèque royale (reliure)
- Bruxelles, Musée Camille Lemonnier
- Bruxelles, Musée d'Ixelles
- Bruxelles, Collection de la commune de Molenbeek Saint Jean
- Saint-Josse-ten-Node, Musée Charlier
- Gand, Musée des Beaux-Arts
- Liège, Musée d'Art Wallon